# Черчил (Манитоба)
Черчил (енгл. Churchill) је малена варош која лежи на обалама Хадсоновог залива у канадској провинцији Манитоба. Смештен је на ушћу реке Черчил у залив. Познат је по бројној популацији поларних медведа који се у јесен спуштају ка обалама залива, због чега је град добио надимак „престоница поларног медведа“.
Туризам је једна од најважнијих привредних делатности у варошици.

## Становништво
| 1996. | 2001. | 2006. | 2011. |
| ----- | ----- | ----- | ----- |
| 1.089 | 963   | 923   | 813   |